# 阿尔泰峭壁

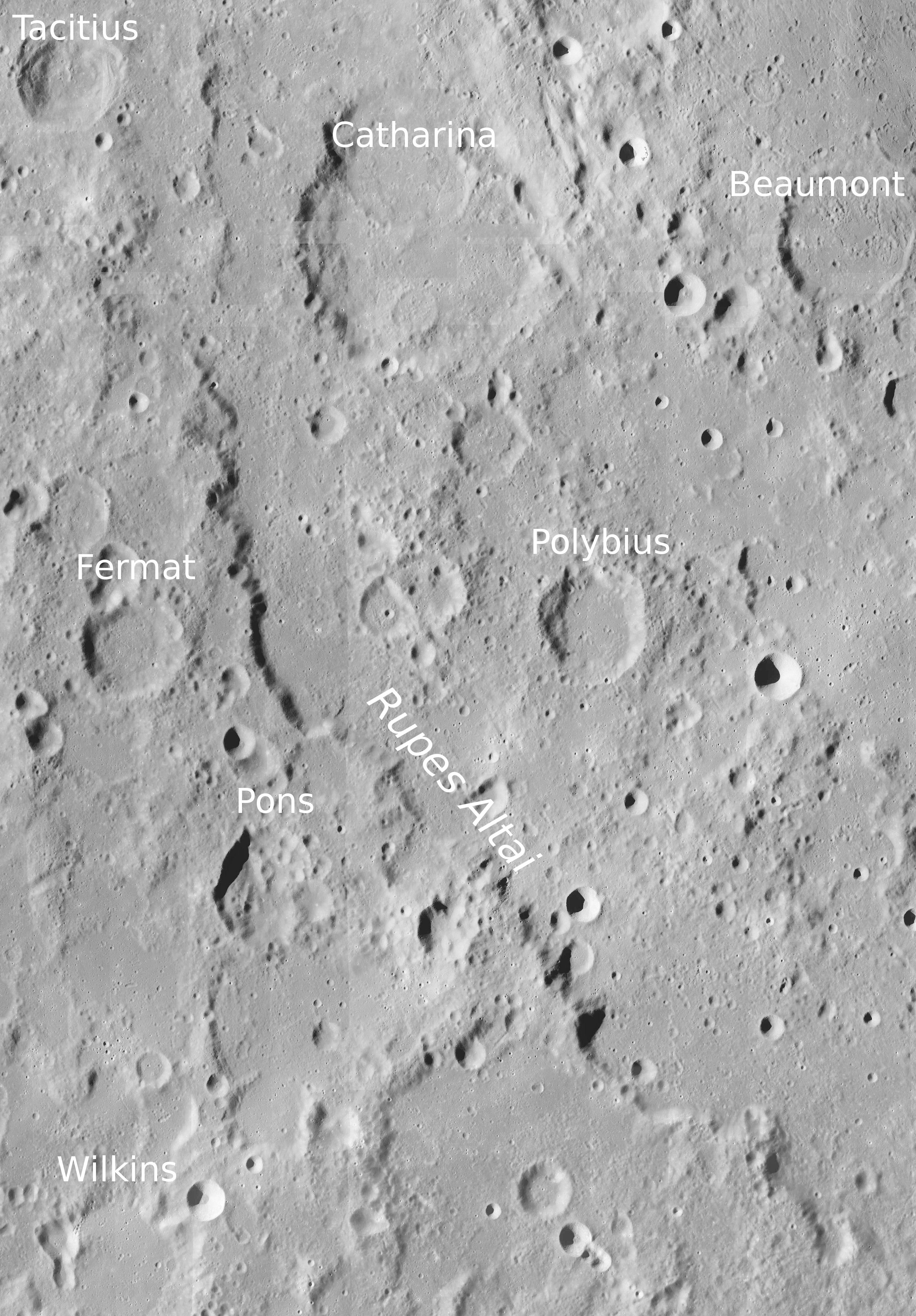
阿尔泰峭壁位于中间

阿尔泰峭壁是位于月球正面东南半球上的一道悬崖，以亚洲的阿尔泰山之名命名。它的月面坐标为24°18′S 22°36′E / 24.3°S 22.6°E，长约427公里。
阿尔泰峭壁西南端绵延至皮科洛米尼环形山的西侧，然后蜿蜒向北延伸，攀升至近1000米的高度。峭壁北端蔓延到一个没有明显终点的区域，在那里它把几座较引人注目的西奥菲勒斯环形山、西里尔环形山和凯瑟琳环形山包含在内。阿尔泰峭壁构成了酒海盆地的西南边缘。
在满月时，难以看清阿尔泰峭壁，因为太阳光接近直射月球表面。在太阳光角度较低、晨昏线正在峭壁附近时最容易看清。